# Mandibularia nigriceps
Mandibularia nigriceps is een keversoort uit de familie boktorren (Cerambycidae). De wetenschappelijke naam van de soort is voor het eerst geldig gepubliceerd in 1925 door Pic.